# Marcabrú y la hoguera de hielo
Marcabrú y la hoguera de hielo, llamada originalmente en catalán L'ocell de foc, es una novela del escritor catalán Emili Teixidor escrita en 1972. La novela está ambientada a inicios del siglo XIII, en la infancia del Jaime I y durante la cruzada albigense. En la novela también se nombran personajes históricos como Simón de Montfort, Pedro II y Ramón Roger Trencavel.

## Argumento
Marcabrú es un juglar principiante con unos once años que recorre el mundo junto con los juglares El Ciego de Cabrera, El Caballero Salvaje y La Soldadera, la cual se llama Matilde. Él está aprendiendo el oficio de juglar y es el lazarillo del Ciego de Cabrera, que es su maestro.
La historia comienza cuando los cuatro juglares, junto con otro que se ha juntado recientemente llamado El Imitador de pájaros, con una increíble habilidad para imitar a estos animales, llegan al castillo del vizconde de Peguera, quien los trata muy bien y les regala un jubón de armiño y perlas por actuar. Los juglares se van por un camino alejándose del castillo cuando se dan cuenta de que el Imitador de Pájaros ha desaparecido. El Ciego de Cabrera oye el canto de una abubilla, que es el canto que el Imitador de Pájaros utilizaba para advertir del peligro. Entonces le dice a Marcabrú que huya y el Ciego de Cabrera, La Soldadera y El Caballero Salvaje son capturados por hombres del vizconde de Peguera, el cual les había regalado el jubón para quitárselo después.
Marcabrú huye y se encuentra con Roque Trotacaminos, un ladrón, que es el que les ha advertido del peligro con el canto de la abubilla, pues el Imitador de Pájaros iba con los hombres del vizconde. Él le dice que el vizconde y los nobles de la zona le buscan. Marcabrú y Roque van a ver a Rastra, un brujo amigo de Roque con conocimientos de las hierbas de la zona. Los tres deciden llevar a Marcabrú al Monasterio de San Fructuoso, pero debido a que los nobles de la zona le están buscando deciden mezclarse con los peregrinos que van a una ermita cercana. Llegan al monasterio disfrazados y, fingiendo que Marcabrú ha robado a Roque, se van hacía el monasterio, Marcabrú se entera de que sus amigos juglares están en el castillo del vizconde. Marcabrú es acogido en el monasterio y conoce a Arnaldo, un chico enamorado de la hija del vizconde que quiere hacerse caballero junto con Marcabrú y luchar junto con el rey Jaime. Marcabrú descubre que los nobles le buscan porque es el hijo de Ramón de Trencavel (que luchó en la cruzada albigense) o de Aicart de Carcasona (un trovador de este), los cuales, viéndose rodeados por los franceses decidieron poner a salvo a sus hijos recién nacidos mandándolos al sur con su cuidadora (La Soldadera), con un soldado (El Caballero Salvaje) y con un trovador (El Ciego de Cabrera).
El vizconde se entera de que su hija está enamorada de un caballero llamado el Caballero Deshabitado (Arnaldo) y convoca un concurso de juglares y caballeros pidiendo a tal caballero que se presente. Marcabrú y Arnaldo se fugan de distintas formas y deciden encontrarse en dicho concurso. Marcabrú es el ganador de los juglares y el vizconde le pregunta su nombre. Él le dice sin querer que es Marcabrú y cuando el vizconde se propone matar a Marcabrú Arnaldo se presenta fingiendo ser el escudero del Caballero Deshabitado que llega con su señor (llega con un caballo sobre el cual hay una armadura llena de trapos para hacer creer al vizconde que es el caballero). El vizconde se lanza contra el falso caballero y al chocar con él y caerse se atraviesa con su propia lanza. Marcabrú libera a sus amigos juglares y se entera de que su padre es Aicart de Carcasona. Después decide irse a vivir aventuras con Arnaldo.

## Personajes
- Marcabrú: Protagonista de la historia. Es un juglar principiante que sueña con que sus obras se canten por todo el mundo. Es hijo de Aicart de Carcasona, un trovador. Al final del libro se descubre la posibilidad de que se convierta en un caballero que va cantando sus hazañas.También llamado como carapicada y aicart
- Ciego de Cabrera: Maestro juglar de Marcabrú, que le sirve de lazarillo. Se quedó ciego cuando la ciudad en la que se hallaba fue tomada por los franceses. Antes de este suceso se llamaba Guido de Cabrera. Era un trovador del noble Ramón Trencavel.
- Arnaldo: Joven que sueña con convertirse en caballero y luchar junto con el rey Jaime I. Está enamorado de la hija del vizconde de Peguera, llamada Carmesina. Se le conocía también como El Caballero Deshabitado.
- Caballero Salvaje: Era un soldado castellano al que se le mandó proteger a Marcabrú, con quién viajaba. Tenía un oso y se convirtió en el acróbata del grupo mientras cumplía su orden.
- Soldadera: Se llamaba Matilde y al igual que el Caballero Salvaje se la encargó cuidar de Marcabrú. Mientras cumplía su misión se convirtió en juglaresa. Ella era la única que conocía quién era el padre de Marcabrú.
- Vizconde de Peguera: Es el dueño de un castillo situado en la zona donde se desarrolla la historia. Consigue quedar bien con sus invitados regalándoles cosas que luego les roba cuando se van. Es uno de los nobles que pretende luchar contra el rey Jaime I.
- Roque Trotacaminos: Es un ladrón oportuno. Ayudó a Marcabrú a escapar de los hombres del vizconde de Peguera y luego se lo entregó a los monjes del monasterio de San Fructuoso a cambio de una recompensa. Marcabrú estuvo a salvo en aquel monasterio.